# Niklaus Helbling
Niklaus Helbling (* 27. Februar 1959 in Zürich) ist ein Schweizer Theaterregisseur, Dramaturg und Autor.

## Leben und Wirken
Niklaus Helbling studierte von 1980 bis 1985 Germanistik, Geschichte und Literaturkritik an der Universität Zürich und arbeitete danach an freien Theatern in Zürich. Von 1988 bis 1998 war er zunächst Dramaturgieassistent und dann Dramaturg am Thalia Theater Hamburg. In dieser Zeit war er außerdem Dozent an der Hochschule für bildende Künste Hamburg und an der Schauspielakademie Zürich. Ab 1998 ist er als freier Autor, Dramaturg und Regisseur tätig.
Helbling inszenierte an mehreren Theatern in Deutschland, Österreich und in der Schweiz, so am Schauspielhaus Bochum (Stücke von Sibylle Berg, Le Cid von Pierre Corneille, Andromaque von Jean Racine), für das Nationaltheater Mannheim (Auguste Bolte von Kurt Schwitters, Isabella von Ägypten nach Achim von Arnim), am Schauspiel Köln (Torquato Tasso von Johann Wolfgang von Goethe), am Thalia Theater Hamburg (Better Days von Richard Dresser, Minna von Barnhelm von Gotthold Ephraim Lessing), am Theater Basel (King Placebo oder Die Reise ins Pharmaland von Niklaus und Brigitte Helbling), am Schauspielhaus Zürich (Brand von Henrik Ibsen, Miss Sara Sampson von Gotthold Ephraim Lessing, Die Dreigroschenoper von Bertolt Brecht, Wünsch dir was, ein Musical von Sibylle Berg), am Schauspiel Frankfurt (Emilia Galotti von Gotthold Ephraim Lessing, Warum wir also hier sind. Kein Traumspiel von Michael Lentz), bei den Salzburger Festspielen (Heimat, deine Sterne), am Staatsschauspiel Dresden (Othello von William Shakespeare, Das letzte Feuer von Dea Loher) und am Düsseldorfer Schauspielhaus (Andromache von Jean Racine). Am Burgtheater Wien inszenierte er Der Meister und Margarita von Michail Bulgakow, Ende gut, alles gut von William Shakespeare und Uraufführungen von Das Haus des Richters von Dimitré Dinev, Nur Nachts von Sibylle Berg und Der Boxer oder Die zweite Luft des Hans Orsolics von Franzobel.
An der Oper des Oldenburgischen Staatstheaters inszenierte er 2009 den Lamentoabend Nachtwache mit Musik unter anderem von Claudio Monteverdi, Henry Purcell, György Ligeti und Radiohead. Später folgten Die Zauberflöte (2011), Otello (2013) und Così fan tutte (2014). 2017 inszenierte er am Staatstheater Mainz A Midsummer Night’s Dream.
Niklaus Helbling gründete 1996 mit dem Musiker Martin Gantenbein und dem Medientechnologen Walter Stulzer die interdisziplinären Schweizer Theater- und Künstlergruppe „Mass & Fieber“, für die er als Autor und Regisseur tätig ist. Das 1999 produzierte Stück Bambifikation wurde mit dem Impulse-Preis ausgezeichnet. 2011 wurde in Hamburg die Gruppe „Mass & Fieber Ost“ gegründet. Die erste Produktion dieser Gruppe war 2012 Fall out Girl am Theaterhaus Jena.
2018 war Niklaus Helbling Mitglied der internationalen Jury beim Internationalen Fajr-Theaterfestival Teheran.
Niklaus Helbling wohnt in Hamburg. Er ist verheiratet mit der Autorin Brigitte Helbling.